# Noordse aalbes
De noordse aalbes (Ribes spicatum) is een soort die nauw verwant is aan de aalbes (Ribes rubrum) en zwarte bes (Ribes nigrum). De noordse aalbes komt van nature voor in Noord-, Centraal- en Oost-Europa. De soortnaam werd gepubliceerd door Edward Robson in 1795.

## Verspreiding
De plant komt voor in de boreale klimaatzone en gedeeltelijk in de gematigde klimaatzone. De verspreiding van de noordse aalbes loopt van Fennoscandinavië tot aan het Oeralgebergte, maar komt ook voor in het noorden van Groot-Brittannië en delen van Oost- en Centraal-Europa.

## Biotoop
In Groot-Brittannië komt de soort voor in hooglanden, maar daar zelden hoger dan 200 meter. Noordse aalbessen groeien er in vochtige bossen binnen 50 meter van een ondiepe rivier. Ze groeien vaak in de schaduw van bomen als de zwarte els (Alnus glutinosa). In het Oerbos van Białowieża werd de soort vastgesteld in zeer vochtige sparrenbossen van het type Spagno girgensohnii-Piceetum.

## Herkenning
De soort lijkt zeer veel op de (gewone) aalbes (Ribes rubrum). Om deze te kunnen onderscheiden kan gekeken worden naar het blad. De noordse aalbes heeft een mat, donkergroen blad, terwijl het blad van de aalbes doorgaans bleek-geelgroen is. Het oude hout van de noordse aalbes is donker en soms zelfs zwart. Het oude hout van de aalbes daarentegen wordt bleek-oranjebruin. Ook is de bladsteel van de noordse aalbes groen, terwijl de bladsteel van de aalbes oranje-achtig is. Beide soorten hebben rode bessen en verschillen daarmee van de zwarte bes (Ribes nigrum).

## Gelijkende soorten
- Aalbes (Ribes rubrum) Qua blad en vrucht.
- Zwarte bes (Ribes nigrum) Qua blad.